# 小美满
小美滿是中國大陸男歌手周深為電影《熱辣滾燙》演唱的主題曲。歌曲於2024年2月6日發佈，並獲得了中國電影大數據盛典和影視音樂盛典等多個頒獎典禮的獎項。

## 背景及製作
此曲是2024年上映、由賈玲執導的中國大陸喜劇電影《熱辣滾燙》的九首主題曲中的「熱辣陪伴曲」，於電影上映四天前的2月6日發佈，並在電影前段講述女主角杜樂瑩在生活中遭受挫折時作為插曲播放。歌曲以口琴聲作為前奏，配以溫暖輕快的音樂風格。此曲的作曲兼製作人彭飛在參加央視節目《影視留聲機》時指此曲希望「放大生活中每一個小事情」，包括「你看小狗在叫，樹葉會笑，風聲在呢喃」在內等歌詞均描述了生活中平凡卻美好的景象。
小美滿時長3分34秒，以
拍的B♭大調創作，每分鐘77拍。此曲由李聰擔任作詞，彭飛則兼任作曲、編曲及製作人三職。

## 成績及獎項
小美滿在音樂平台共計破千萬收藏，並獲得雙白金單曲認證。此曲在騰訊音樂由你榜累計奪下共29週的榜單冠軍，在浪潮榜中則位列第三名；小美滿同時亦在東方風雲榜、全球華語歌曲排行榜、馬來西亞GoXuan 20排行榜等多個商業榜單中均獲得第一名的成績。除此以外，此曲也獲得多個頒獎典禮的最佳十大金曲和影視金曲獎項。
| 年份 | 頒獎機構                                | 獎項         | 結果   | 參考來源      |
| ---- | --------------------------------------- | ------------ | ------ | ------------- |
| 2024 | 年度中國電影大數據暨電影頻道M榜榮譽之夜 | 年度電影歌曲 | 獲獎   | [ 15 ]        |
| 2024 | 影視音樂盛典                            | 年度電影金曲 | 獲獎   | [ 16 ]        |
| 2024 | 數字音樂年度盛典                        | 年度影視歌曲 | 獲獎   | [ 17 ]        |
| 2024 | 亞洲流行音樂大獎                        | 最佳影視歌曲 | 入圍   | [ 18 ]        |
| 2024 | 亞洲流行音樂大獎                        | 年度二十金曲 | 獲獎   | [ 19 ]        |
| 2024 | 看見音樂計劃年度盛典                    | 年度十大金曲 | 獲獎   | [ 20 ]        |
| 2025 | 騰訊音樂榜樣年度榮譽之夜                | 年度歌曲     | 獲獎   | [ 21 ]        |
| 2025 | 第三屆浪潮音樂大賞                      | 年度歌曲     | 待公布 | [ 22 ] [ 23 ] |
| 2025 | 第三屆浪潮音樂大賞                      | 最佳作曲     | 待公布 | [ 22 ] [ 23 ] |
| 2025 | 第三屆浪潮音樂大賞                      | 最佳影視歌曲 | 待公布 | [ 22 ] [ 23 ] |
| 2025 | 第十七屆音樂盛典咪咕匯                  | 年度十大金曲 | 獲獎   | [ 24 ]        |

## 評價
樂評人伍洲彤在央視節目《今日影評》中指小美滿與電影結合得很好，「是一首很雋永、很感人的作品」，同時也認為周深演唱此曲時清新的聲線「能夠為電影塗抹上一層很特殊的色彩」。音樂策劃人李靜楠在央視節目《影視留聲機》中指此曲「簡單而高級」並具備成為爆款歌曲的特質，能夠引發聽眾的共情。音樂製作人、騰訊音樂浪潮榜評委吳夢奇以「洋溢著美滿，知足，幸福，希望」形容此曲；同為浪潮榜評委的作詞人晴時書則認為此曲風格溫馨且「周深的演唱讓人沉浸其中」。

## 演出
周深在2024年2月的湖南衛視元宵喜樂會中首次演唱了小美滿，其後在央視跨年晚會、騰訊音樂娛樂盛典等場合皆多次演唱此曲。小美滿是周深9.29Hz世界巡迴演唱會的常駐曲目之一，演唱時舞美呈現一顆許願樹，同時也會邀請觀眾許下一個關於自己的願望；周深在接受《中國新聞周刊》專訪時曾表示希望觀眾能夠「藉著一首歌的時間去愛自己」。